# Ковненска губерния
Ковненска губерния (на руски: Ковенская губерния) е губерния на Руската империя, съществувала от 1842 до 1918 година. Заема северната част на днешна Литва с ограничени райони в Латвия и Беларус, а столица е град Ковно (днес Каунас). Към 1897 година населението ѝ е около 1,5 милиона души, главно литовци (66%), евреи (14%), поляци (9%) и руснаци (5%).
Създадена е през 1842 година с отделяне на северната част на Вилненска губерния. След разпадането на Руската империя през 1918 година губернията става основа на независима Литва.